# Excession
Excession (titre original : Excession) est un roman de science-fiction de Iain Banks. Cette œuvre a été publiée pour la première fois en 1996 (et en 2002 pour la traduction française). Ce roman constitue le cinquième tome du cycle de La Culture, sur neuf parus au total.

## Résumé
On constate l'arrivée soudaine, en bordure de la zone d'influence de la Culture, d'une sphère noire énorme, qui semble être plus vieille que l'univers dans lequel nous vivons.
Les tentatives de la Culture pour sonder cette mystérieuse sphère sont vaines : il s'agit d'un problème jamais vu jusqu'à présent, que l'on appelle vite « Excession », et auquel on ne sait comment répondre. Une analogie historique serait celle des indiens d'Amérique lorsqu'ils ont aperçu pour la première fois des galions espagnols s'échouer sur leurs plages.
Un groupe de Mentaux (Intelligences artificielles) de la Culture tente de trouver une réponse adaptée à cette Excession…

## Prix littéraires
- Excession a reçu le prix British Science Fiction du meilleur roman en 1997.

## Éditions
- Iain M. Banks, Excession, Robert Laffont, coll. « Ailleurs et Demain », 12 mars 1998, 504 p. (ISBN 978-2-22-108572-1)
- Iain M. Banks, Excession, Le Livre de Poche, 12 juin 2002, 631 p. (ISBN 978-2-25-307241-6)